# 奉恩寺駅
奉恩寺駅（ポンウンサえき）は、大韓民国ソウル特別市江南区三成洞にある、ソウル地下鉄9号線の駅。駅番号は929。

## 歴史
- 2014年12月18日 - 駅名を奉恩寺駅に確定[1]。
- 2015年3月28日 - 開業。

## 駅構造

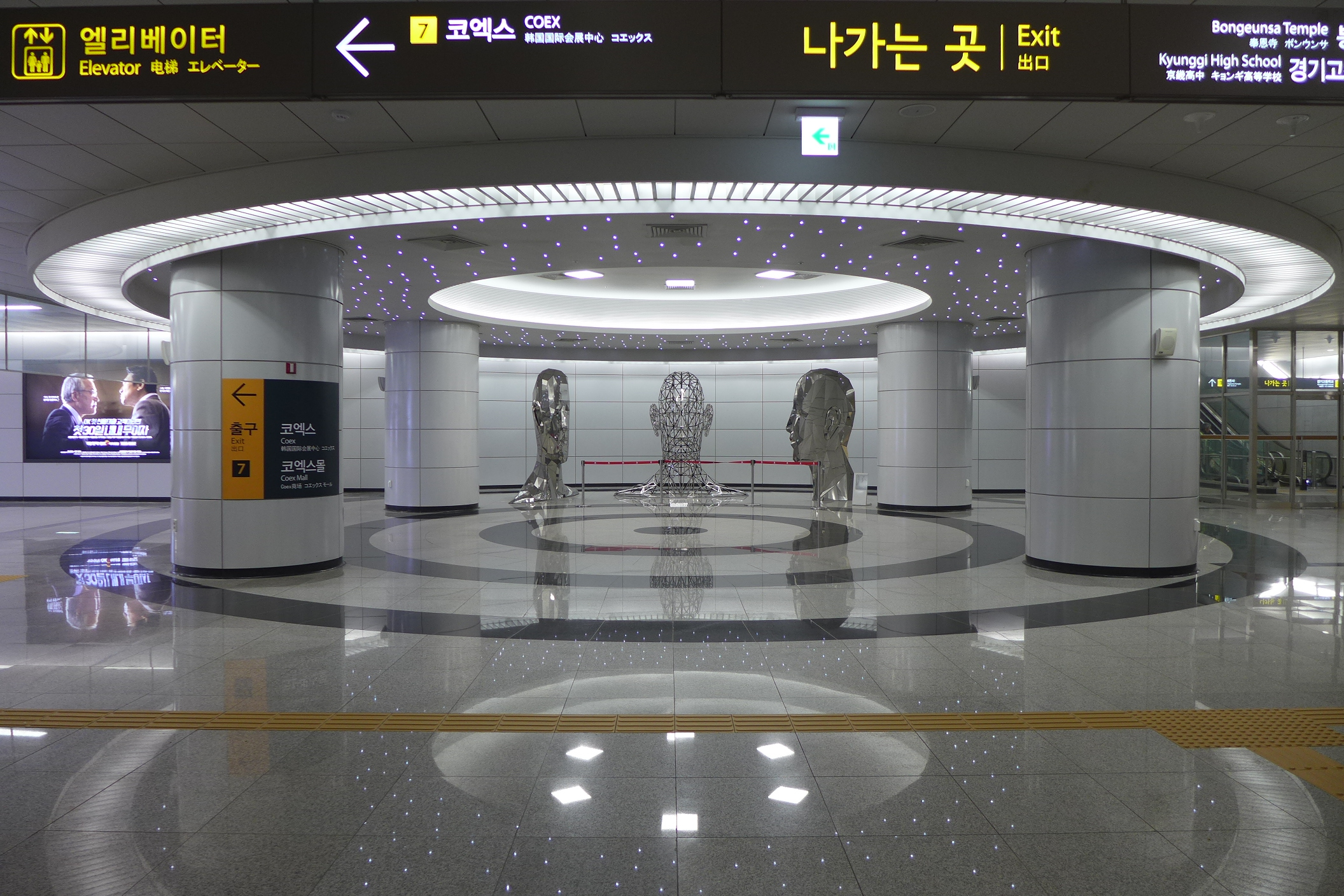
コンコース（2016年4月）

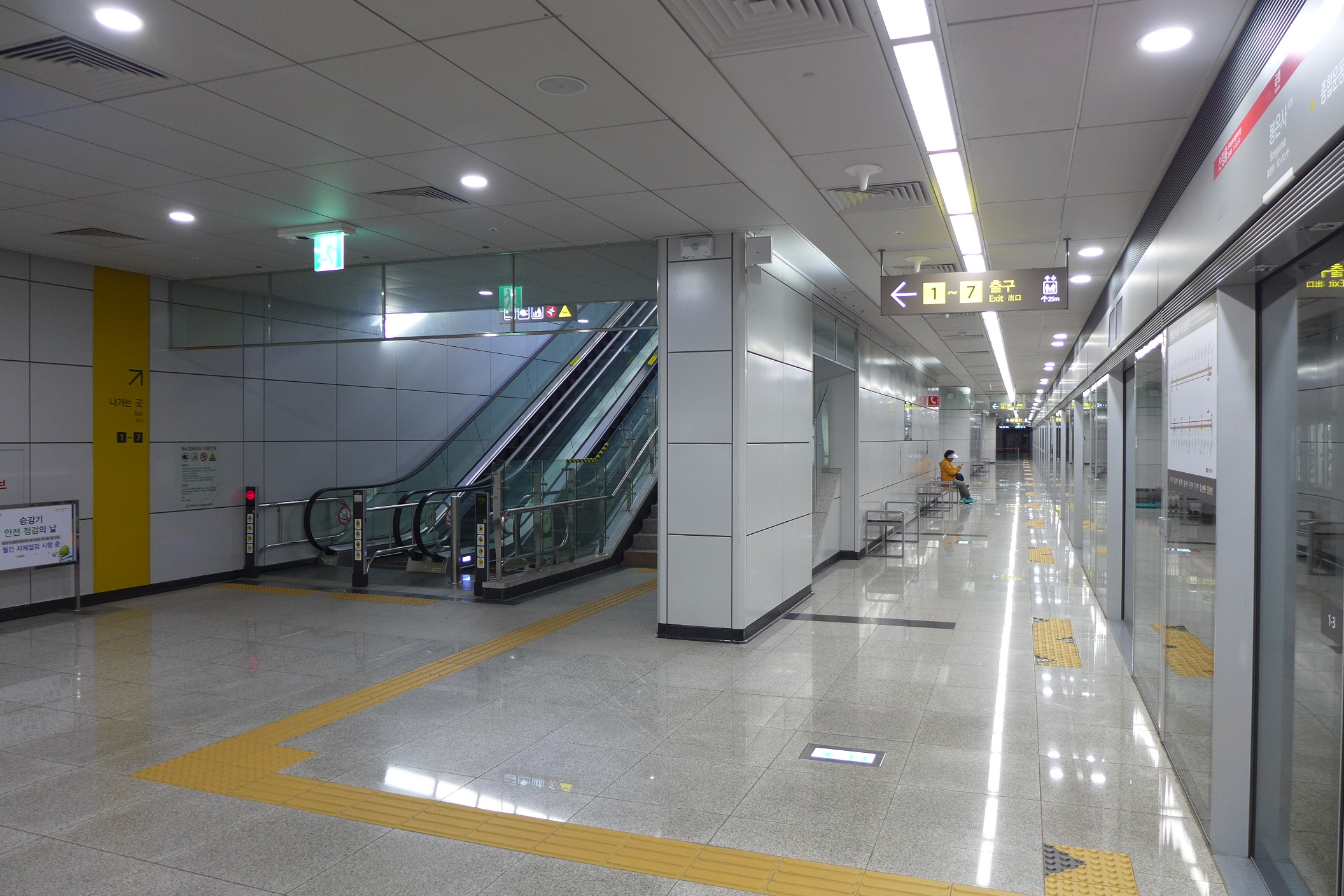
プラットホーム（2016年4月17日）

相対式2面2線の地下駅で、ホームドア設置駅。トイレは改札外に位置する。

### のりば
※案内上ののりば番号は設定されていない。
| 宣靖陵/三成中央↑ |
| \| 上            |
| ↓総合運動場      |

| 上り | 9号線 | 三成中央・新論峴・開花方面   |
| 下り | 9号線 | 総合運動場・中央報勲病院方面 |

## 利用状況
2015年の乗車人員は8,734人、下車人員は8,464人。

## 駅周辺
- 奉恩寺
- コエックス
- スターフィールド・COEXモール
  - 永豊文庫コエックスモール店
  - メガボックス（朝鮮語版）コエックス
- 韓国総合貿易センター（朝鮮語版）
- 現代グルービズ（朝鮮語版）
- ジニーミュージック本社
- 京畿高等学校

## 隣の駅
ソウル市メトロ9号線
 9号線
急行
宣靖陵駅 (927) - 奉恩寺駅 (929) - 総合運動場駅 (930)
一般（各駅停車）
三成中央駅 (928) - 奉恩寺駅 (929) - 総合運動場駅 (930)